# 竜田川駅
竜田川駅（たつたがわえき）は、奈良県生駒郡平群町西宮にある、近畿日本鉄道（近鉄）生駒線の駅。駅番号はG25。

## 歴史
- 1926年（大正15年）11月1日：信貴生駒電鉄の平群 - 山下（現在の信貴山下）間に、秋の観楓や茸狩りの旅客の便宜を図るため[2]臨時駅として開業[3]。
- 1930年（昭和5年）12月19日：常置駅化[3]。
- 1964年（昭和39年）10月1日：近畿日本鉄道が信貴生駒電鉄を合併。近鉄生駒線の駅となる[4]。
- 2007年（平成19年）4月1日：PiTaPa使用開始[5]。
- 2012年（平成24年）12月21日：元山上口駅、勢野北口駅とともに終日無人駅化される。

## 駅構造
単式1面1線のホームを持つ地平駅。駅舎とホームは下り側（東側、すなわち王寺方面に向かって左側）にある。棒線駅のため、王寺行きと生駒行きの双方が同一ホームに発着する。ホーム有効長は4両分。
王寺駅管理の無人駅で、PiTaPa・ICOCA対応の自動改札機および自動精算機（回数券カードおよびICカードのチャージに対応）が設置されている。

## 利用状況
近年における当駅の1日乗降人員の調査結果は以下の通り。
- 2023年11月7日：1,583人
- 2022年11月8日：1,673人
- 2021年11月9日：1,585人
- 2018年11月13日：1,867人
- 2015年11月10日：2,095人
- 2012年11月13日：2,147人
- 2010年11月9日：2,213人
- 2008年11月18日：2,383人
- 2005年11月8日：2,600人

## 駅周辺

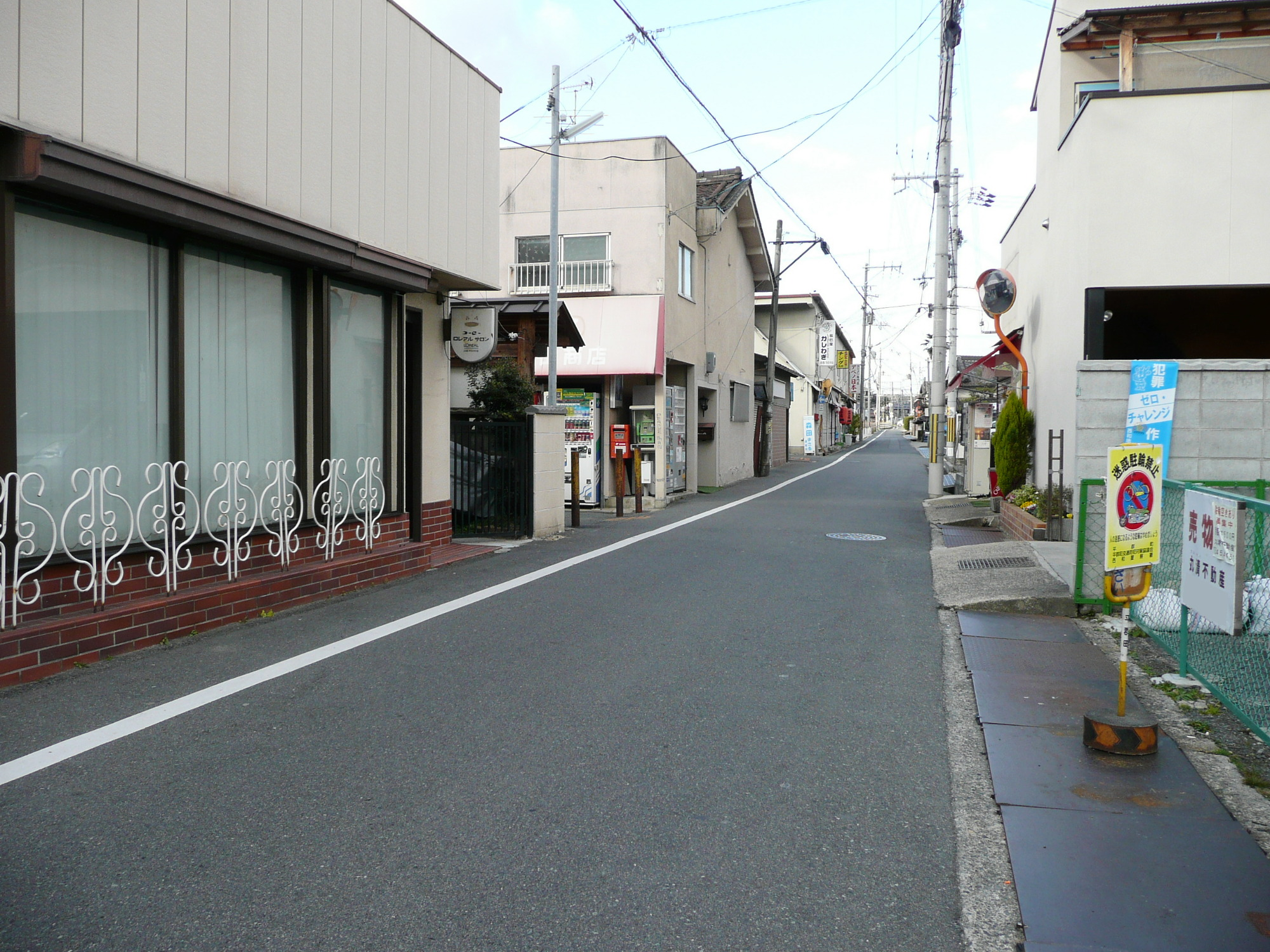
駅前通り（北側）

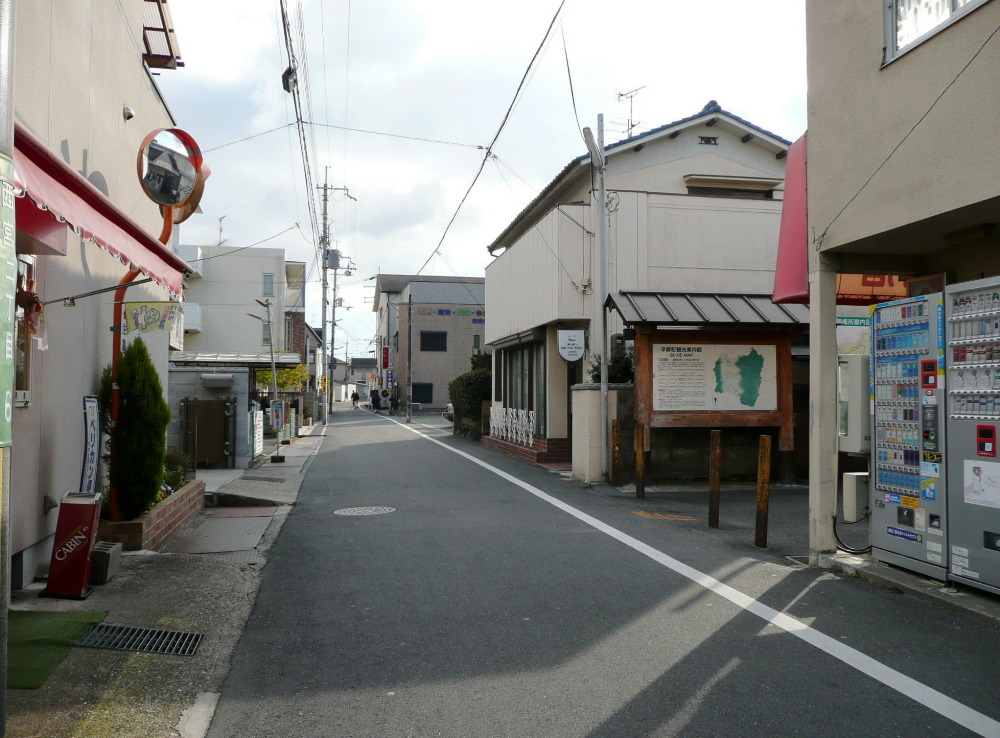
駅前通り（南側）

駅の東約200mほどの場所に流れる竜田川が駅名の由来となっている。
この竜田川は在原業平が著名な和歌に詠んだ紅葉の名所である。
また、烏土塚古墳や戦国時代の武将島左近ゆかりの山城である椿井城跡などの遺跡が多い。
1960年代には宅地開発が進んだことで人口が増加して駅の利用者が増加し、1988年（昭和63年）11月の近鉄の発表では1日の乗降人員は4,125人となった。
- 竜田川[1]（古今和歌集、百人一首や落語によく登場する）
- 烏土塚古墳[1]
- 椿井城跡[1]
- 消渇神社[1]
- 平群町立平群南小学校
- 平群西宮郵便局
- 道の駅大和路へぐり
- プリズムへぐり（平群町立保健センター）
- ディアーズコープたつたがわ
- 業務スーパー 平群椿井店

## 隣の駅
近畿日本鉄道
G 生駒線
平群駅 (G24) - 竜田川駅 (G25) - 勢野北口駅 (G26)